# Satellite FC
Satellite FC is een Guineese voetbalclub uit de hoofdstad Conakry.

## Erelijst
- Landskampioen

2002, 2005
- Beker van Guinee

2006